# Maria Josefa de Bragança
Maria de Portugal (Lisboa, 30 de Abril de 1644 - Carnide, 6 de Fevereiro de 1693) era filha ilegítima de D. João IV de Portugal, ignorando-se quem fosse a sua mãe. Foi educada em casa de António de Cavide, secretário de Estado e, em 25 de Março de 1650, ingressou no Convento de Santa Teresa de Jesus de Carnide, onde recebeu instruções de madre Micaela Margarida de Santa Ana, filha ilegítima do imperador Matias I. Sua educação foi confiada a uma religiosa, Margarida da Ressurreição, e após a morte de seu pai, em 1656, vestiu o hábito de carmelita, com o nome Maria Josefa de Santa Teresa, vivendo naquele convento até à sua morte.
Em 04 de Novembro de 1656, dois dias antes de falecer, D. João IV reconheceu-a como sua filha. No seu testamento fez-lhe mercê das vilas de Torres Vedras e Colares e dos lugares da Azinhaga e Cartaxo, de juro e herdade para sempre, sujeitas à Lei Mental. Na Corte era tratada como "Alteza", como revela a carta de seu meio-irmão, D. Pedro II, de 25 de Novembro de 1677, e como "Sereníssima Senhora", mas não como "infanta".
D. Maria foi a responsável pelas obras para a conclusão da construção da nova Igreja e daquele Convento, como consta de uma lápide existente num dos cunhais da igreja: "MARIA JOANNIS LUSITANIAE REGI FILIA HOC OPUS STRUXIT ANNO MDCLXII". Em 1664 tornou-se padroeira da igreja.
Em 24 de Junho de 1685, com a presença da Corte, lançou a primeira pedra da construção do Convento de São João da Cruz de Carnide, com a seguinte inscrição: "Maria Filia Joannis IV, Lusitaniae Regis hoc edificavit Monasterium anno de 1685, regnante Petro ll, fratre suo amantissimo, et invictissimo".
Estimada pela Família Real, em especial por seu pai, pela rainha D. Maria Francisca Isabel de Sabóia e por seu meio-irmão D. Pedro II, este confiou-lhe a educação da sua filha ilegítima, D. Luísa, futura duquesa de Cadaval. O duque de Cadaval terá pretendido casar com D. Maria, mas esta terá declinado.
Frei José Sottomayor, Provincial da Ordem dos Eremitas de Santo Agostinho, dedicou-lhe A Cortezãa da Gloria ou vida da Beata Veronica religiosa do Convento de S. Marta de Milão, da Ordem de Santo Agostinho: offerecida a Serenissima Senhora Dona Maria (1671), de Frei João Freire, em virtude de ser D. Maria "exemplar de perfeiçam, que pella abnegaçam das grandezas do mundo, pella contemplaçam das do Ceo, & pelo exercício de todas as virtudes".
D. Maria faleceu no Convento de Santa Teresa de Jesus de Carnide, legando ao cenóbio todos os seus bens. Jaz no coro de baixo, onde se colocou o seguinte epitáfio:
"Maria inclyti Joannis IV. Lusitaniae reaparatae Regis filia jacet hic sepulta sub saxo: sex annis Infans Claustrum ingressa, condito Templo, & Virginum Coro Jure patronatus fecit esse suum: expletis denique quinque decennis finem vitae fecit viam pacis habens ut mortua in pace requiescat. Obbit 7 idus Frebruarii Anni Domini M.DC.XCIII".